# جانتشيكا
جانتشيكا هي بلدة في مقاطعة أوزون في ولاية صرخنداريا في أوزبكستان.